# 가라! 갓맨
가라! 갓맨(行け！ゴッドマン, Ike Godoman)은 도호의 일본 특촬물 거대 히어로 괴수 텔레비전 프로그램이다. 1972년 10월 5일부터 1973년 4월 10일까지 진행되었다. 1973년 9월 28일 재방송에서 제외되었으며 "가라! 그린맨"으로 대체되었다.
월요일부터 토요일까지 방송되는 동안 일주일에 1~2개의 에피소드만 방송되었으며 각 에피소드는 6개(또는 3개)의 부분으로 구성되었으며 각 부분의 길이는 5분이었다. 전체 시리즈는 26개의 에피소드로 진행되었다.
매주 월요일(또는 목요일)에는 특정 에피소드 세트에 대한 괴수가 나타나고, 세트에 대한 줄거리는 매주 연속으로 진행되며, 전투는 토요일에 갓맨이 승리하면서 끝난다. 각 세트는 사람들이 갓맨의 도움을 요청하고 영웅이 그들을 돕기 위해 오는 유사한 구조를 따른다.
히라노 아야는 애니메이션 러키☆스타의 이즈미 코나타 역을 맡아 럭키 스타 음악 편집 CD에서 이 쇼의 주제가를 불렀다.